# 大汝牟遅神社
大汝牟遅神社（おおなむちじんじゃ）は鹿児島県日置市吹上町中原にある神社。

## 祭神
大己貴神、仲哀天皇、神功皇后、応神天皇、仁徳天皇、玉依姫命、ほか2柱を祀る。

## 沿革
往古ここを邇邇芸尊が訪れ大和の三輪神（大汝牟遅神）と玉依姫を勧請し、その後文治2年（1186年）に島津忠久が鶴岡八幡宮から八幡神を勧請したとされる。発祥は判然としないが、室町時代には地元を支配していた島津氏分家の一つ・伊作家の尊崇を受けるようになった。
参道は楠の巨木が群生しており「千本楠」と呼ばれている。
また当社が鎮座する中原には、邇邇芸尊が国見をしたという国見石がある。

## 祭祀
- 流鏑馬神事 - 天文7年（1538年）、島津忠良の祈願成就を記念して奉納されるようになったという流鏑馬の神事が11月23日に斎行される。かつては地元の宮下家、宮内家が隔年交代で奉仕していたが、近年後継者不足により保存会によって奉納されている。昭和56年（1981年）3月27日に鹿児島県の無形民俗文化財に指定された。

## 宝物
- 文安元年（1444年）銘入り島津氏奉納棟札